# تشارلز ميلر (عازف ساكسفون)
تشارلز ميلر (بالإنجليزية: Charles Miller)‏ هو عازف ساكسفون أمريكي، ولد في 2 يونيو 1939 في أولاث في الولايات المتحدة، وتوفي في 5 يونيو 1980 في لوس أنجلوس في الولايات المتحدة.

## وصلات خارجية
- تشارلز ميلر على موقع ميوزك برينز (الإنجليزية)
- تشارلز ميلر على موقع أول ميوزيك (الإنجليزية)
- تشارلز ميلر على موقع ديسكوغز (الإنجليزية)